# Nora (eiland)
Nora (ook: Norah) is een eiland behorende tot de Dahlak-Archipel, Eritrea. De oppervlakte is 105 km². 
Het is in grootte het tweede eiland van de archipel, en naast Dahlak Kebir en Dehil een van de drie bewoonde eilanden.

## Geografie
Nora ligt in het noordwesten van de eilandengroep op ongeveer 50 km uit de kust van Eritrea en is 105 km² groot. De afstand tot het naburige eiland Dahlak Kebir bedraagt 12 km. De grootste lengte heeft het eiland in de richting noordwest-zuidoost met 17 km. De kustlijn wordt gekenmerkt door grote bochten zodat de landoppervlakte relatief klein is. De grootste hoogte bedraagt 37 meter in het noordoosten. Bestuurlijk hoort het eiland, net als de hele archipel, tot de regio Semenawi Keyih Bahri.
Het eiland met de wateren eromheen behoort tot het Dahlak Marine National Park.

## Bevolking
In 2009 telde het eiland 373 inwoners in 66 huishoudens. Ze leven vooral van visvangst.
Net als op beide eerdergenoemde eilanden spreekt men de taal Dahalik.